# يحيى ندراني
يحيى ندراني (مواليد 14 يناير 1997) هو لاعب كرة قدم فرنسي-مغربي يلعب مع نادي لوسيل القطري كمدافع.

## روابط خارجية
يحيى ندراني على موقع قاعدة بيانات كرة القدم.إي يو (الإنجليزية)
- يحيى ندراني على موقع Soccerway.com (الإنجليزية)
- يحيى ندراني على موقع عالم كرة القدم.نت (الإنجليزية)